# 로다 안타르
로다 안타르(아랍어: رضا عنتر, 1980년 9월 12일, 시에라리온 프리타운 ~ )는 시에라리온 출생 레바논의 전직 축구 선수이자 현 축구 지도자로 과거 포지션은 미드필더였다.

## 선수 경력
로다 안타르는 레바논 축구 리그의 타다몬 수르 (Tadamon Sour)에서 선수 생활을 시작해, 레바논 21세 이하 대표팀을 거쳐, 2000년에 레바논 축구 국가대표팀에 발탁되었다. 안타르는 2001년, 독일 분데스리가의 클럽 함부르거 SV로 이적하였고, 그 팀에서 2년 동안 23경기에 출전해 2골을 득점하고, 2003년에 리가포칼 우승을 경험하였다.
그는 이 해에 SC 프라이부르크로 이적하였으며, 폴커 핀케 (Volker Finke) 감독에 의해 2003-04 시즌부터 기용돼, 2003년부터 2007년까지 98경기에 나서 26골을 기록하였다. 안타르가 프라이부르크에서 뛸 동안에 또 다른 레바논 선수 유세프 모하마드 (Youssef Mohamad) 가 이적해 왔고, 이 둘은 2007년에 함께 1. FC 쾰른으로 이적하였다. 두 선수는 2007-08 시즌에 2 분데스리가 소속 1. FC 쾰른에 합류하였고, 안타르는 좋은 활약을 펼치며 다음 시즌 팀의 1부 리그 승격에 공헌하였다. 하지만, 2009년 2월, 쾰른의 감독 크리스토프 다움과의 불화로 쾰른을 떠나, 중국 슈퍼리그의 산둥 루넝으로 자리를 옮겼다.
레바논 축구 국가대표팀에서는 주장이자 사상 최다 득점자이며, 서아시아 축구 선수권 대회, 2002년 FIFA 월드컵 예선, 2006년 FIFA 월드컵 예선, 2010년 FIFA 월드컵 예선에서 레바논 대표로 활동하였다.
그의 형인 파이살 안타르역시 축구 선수로 뛰고 있다.